# Мунир Месиховић
Мунир Месиховић (Љубушки, 23. март 1928 — Сарајево, 23. октобар 2016) био је друштвено-политички радник СР Босне и Херцеговине.

## Биографија
Рођен је 23. марта 1928. године у Љубушком. Завршио је Вишу политичку школу „Ђуро Ђаковић” у Београду.
Био је председник Председништва СР Босне и Херцеговине од 26. априла 1985. до априла 1987. године.
За члана Централног комитета СКЈ биран је од Десетог конгреса СКЈ 1974. године.
На мети критика јавности нашао се средином осамдесетих година 20. века, као један од политичара оптужених у афери „виле у Неуму”, те непосредно одговорним за аферу „Агрокомерц”. Повукао се из политике када је то учинио и Хамдија Поздерац.
Преминуо је 23. октобра 2016. у Сарајеву.
Био је добитник многих награда и признања, међу којима је и Шестоаприлска награда града Сарајева 1980. године.